# Барбович Іван Гаврилович
Іва́н Гаври́лович Барбо́вич (*27 січня 1874 — †21 березня 1947) — генеральний хорунжий Армії Української Держави, учасник білого руху у складі армії генерала Денікіна.

## Життєпис
Походив з родини офіцера, дворянина Полтавської губернії. 
Закінчив Єлисаветградське кавалерійське училище (1896), вийшов до 30-го драгунського Інгерманландського полку (3 1907 р. — 10-й гусарський Інгерманландський, Чугуїв). У 1904–1905 рр. у складі Сибірського козачого полку брав участь у Російсько-японській війні. З 1916 р. — полковник. З 4 травня 1917 р. — командир 10-го гусарського Інгерманландського полку. Кавалер ордена Святого Георгія IV ступеня та Георгіївської зброї.
У листопаді 1917 р. — виборний начальник 10-ї кавалерійської дивізії, яку українізував та перевів у підпорядкування Центральній Раді. У січні 1918 р. прибув з рештками дивізії в район Василькова. У квітні 1918 р. прибув до довоєнного місця дислокації дивізії — у район Харків-Чугуїв. З квітня 1918 р. — начальник кадрів 10-ї кавалерійської (згодом — 3-ї кінної) дивізії у складі Армії Української Держави. Був підвищений до рангу генерального хорунжого.
З початком антигетьманського повстання на чолі старшинського кадру 12-го кінно-козачого Полтавського полку (колишнього 10-го гусарського Інгерманландського) вирушив на з'єднання із «білою» армією генерала Денікіна. Був командиром полку, бригади, дивізії, корпусу ЗСПР. З 10 грудня 1919 р. — генерал-майор, з 19 липня 1920 р. — генерал-лейтенант. Вважається одним із найвидатніших білих воєначальників. Помер та похований у Мюнхені.